# Dipsadidae
Famille
Synonymes
- Dipsadidae Bonaparte, 1838
- Xenodontinae Cope, 1859

Dipsadidae, les Dipsadidés, est une famille de serpents, de l'infra-ordre des Alethinophidia. Créée par Charles-Lucien Bonaparte en 1838 sous le nom de Dipsadinae comme une sous-famille des Colubridés, elle a ensuite été élevée au rang de famille.

## Liste des genres
Selon The Reptile Database (24 mars 2015) :
- Adelphicos Jan, 1862
- Alsophis Fitzinger, 1843
- Amastridium Cope, 1861
- Amnesteophis Myers, 2011
- Apostolepis Cope, 1861
- Arrhyton Günther, 1858
- Atractus Wagler, 1828
- Boiruna Zaher, 1996
- Borikenophis Hedges & Vidal, 2009
- Caaeteboia Zaher, Grazziotin, Cadle, Murphy, de Moura-Leite & Bonatto, 2009
- Calamodontophis Amaral, 1963
- Caraiba Zaher, Grazziotin, Cadle, Murphy, de Moura-Leite & Bonatto, 2009
- Carphophis Gervais, 1843
- Cercophis Fitzinger, 1843
- Chersodromus Reinhardt, 1861
- Clelia Fitzinger, 1826
- Coniophanes Hallowell, 1860
- Conophis Peters, 1860
- Contia Girard, 1853
- Coronelaps Lema & Deiques, 2010
- Crisantophis Villa, 1971
- Cryophis Bogert & Duellman, 1963
- Cubophis Hedges & Vidal, 2009
- Diadophis Girard, 1853
- Diaphorolepis Jan, 1863
- Dipsas Laurenti, 1768
- Ditaxodon Hoge, 1958
- Drepanoides Dunn, 1928
- Echinanthera Cope, 1894
- Elapomorphus Wiegmann, 1843
- Emmochliophis Fritts & Smith, 1969
- Enuliophis McCran & Villa, 1993
- Enulius Cope, 1870
- Erythrolamprus Wagler, 1830
- Eutrachelophis Myers & McDowell, 2014
- Farancia Gray, 1842
- Geophis Wagler, 1830
- Gomesophis Hoge & Mertens, 1959
- Haitiophis Hedges & Vidal, 2009
- Helicops Wagler, 1828
- Heterodon Latreille, 1801
- Hydrodynastes Fitzinger, 1843
- Hydromorphus Peters, 1859
- Hydrops Wagler, 1830
- Hypsiglena Cope, 1860
- Hypsirhynchus Günther, 1858
- Ialtris Cope, 1862
- Imantodes Dumeril, 1853
- Leptodeira Fitzinger, 1843
- Lioheterophis Amaral, 1935
- Lygophis Fitzinger, 1843
- Magliophis Zaher, Grazziotin, Cadle, Murphy, de Moura-Leite & Bonatto, 2009
- Manolepis Cope, 1885
- Mussurana Zaher, Grazziotin, Cadle, Murphy, de Moura-Leite & Bonatto, 2009
- Ninia Baird & Girard, 1853
- Nothopsis Cope 1871
- Omoadiphas Köhler, Wilson & Mccranie, 2001
- Oxyrhopus Wagler, 1830
- Paraphimophis Grazziotin, Zaher, Murphy, Scrocchi, Benavides, Zhang & Bonatto, 2012
- Phalotris Cope, 1862
- Philodryas Wagler, 1830
- Phimophis Cope, 1860
- Plesiodipsas Harvey, Fuenmayor, Portilla & Rueda-Almonacid, 2008
- Pseudalsophis Zaher, Grazziotin, Cadle, Murphy, de Moura-Leite & Bonatto, 2009
- Pseudoboa Schneider, 1801
- Pseudoeryx Fitzinger, 1826
- Pseudoleptodeira Taylor, 1938
- Pseudotomodon Koslowski, 1896
- Psomophis Myers & Cadle, 1994
- Ptychophis Gomes, 1915
- Rhachidelus Boulenger, 1908
- Rhadinaea Cope, 1863
- Rhadinella Smith, 1941
- Rhadinophanes Myers & Campbell, 1981
- Rodriguesophis Grazziotin, Zaher, Murphy, Scrocchi, Benavides, Zhang & Bonatto, 2012
- Saphenophis Myers, 1973
- Sibon Fitzinger, 1826
- Sibynomorphus Fitzinger, 1843
- Siphlophis Fitzinger, 1843
- Sordellina Procter, 1923
- Synophis Peracca 1896
- Tachymenis Wiegmann, 1835
- Taeniophallus Cope, 1895
- Tantalophis Duellman, 1958
- Thamnodynastes Wagler, 1830
- Thermophis Malnate, 1953
- Tomodon Duméril, 1853
- Tretanorhinus Dumeril, Bibron & Dumeril, 1854
- Trimetopon Cope, 1885
- Tropidodipsas Gunther, 1858
- Tropidodryas Fitzinger, 1843
- Uromacer Duméril, Bibron & Duméril, 1854
- Uromacerina Amaral, 1929
- Urotheca Bibron, 1843
- Xenodon Boie, 1826
- Xenopholis Peters, 1869.

## Publication originale
- Bonaparte, 1838 : Synopsis vertebratorum systematis. Amphibiorum Tabula Analytica. Nuovi Annali delle Scienze Naturali, Bologna, vol. 1, p. 391-397 (texte intégral).